# بارني غيليغان
بارني غيليغان (بالإنجليزية: Barney Gilligan)‏ هو لاعب كرة قاعدة أمريكي، ولد في 3 يناير 1856 في كامبريدج في الولايات المتحدة، وتوفي في 1 أبريل 1934 في لين في الولايات المتحدة.

## وصلات خارجية
- بارني غيليغان على موقعبيزبول رفرنس.كوم (الدوري الرئيسي) (الإنجليزية)
- بارني غيليغان على موقعبيزبول رفرنس.كوم (الدوري الثانوي) (الإنجليزية)
- بارني غيليغان على موقع جمعية أبحاث البيسبول الأمريكية (الإنجليزية)
- بارني غيليغان على موقع إي إس بي إن.كوم (أم.أل.بي) (الإنجليزية)